# Franz Hellinger

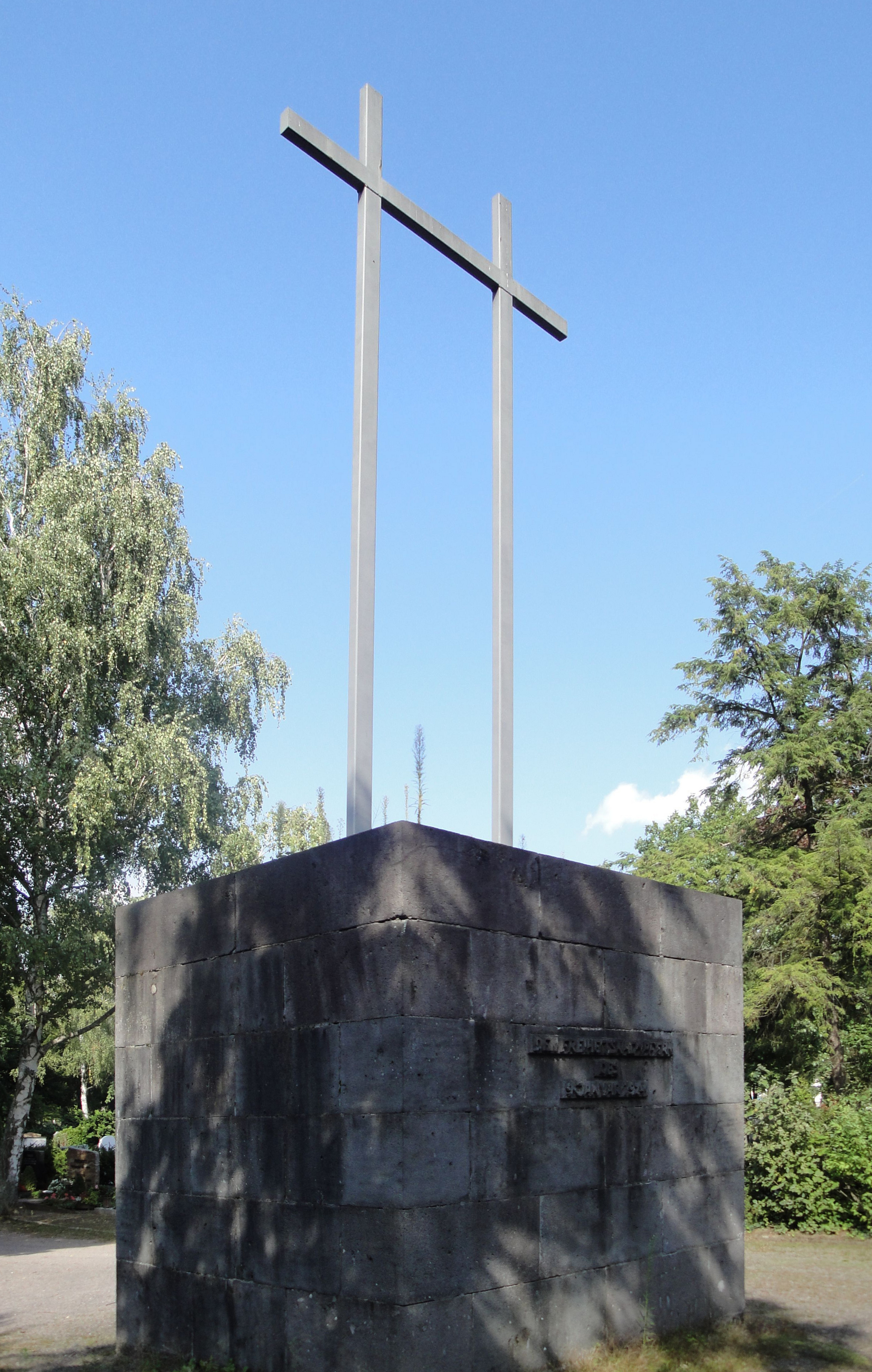
Hellinger-Wiesmann-Denkmal auf dem Friedhof Speyer

Franz Hellinger (* 24. März 1901 in München; † 9. Januar 1924 in Speyer) war ein deutscher rechtsextremer Aktivist. Er wurde als Teilnehmer des tödlichen rechtsextremen Anschlags auf den pfälzischen Separatistenführer Franz Joseph Heinz im Januar 1924 bekannt. Bei der Verfolgung der Attentäter durch Gefolgsleute von Heinz wurde Hellinger ebenfalls getötet.

## Leben
Hellinger verlor früh seinen Vater, der Bankkassenangestellter war, und wuchs in München in ärmlichen Verhältnissen auf. 1918, mit 17 Jahren, meldete er sich freiwillig zum Königlich Bayerischen Landwehr-Infanterie-Regiment Nr. 1. Kurz vor dem Ende des Ersten Weltkriegs kam er aber nicht mehr zum Einsatz an der Front. Als Unteroffizier aus dem Heer entlassen, lebte er als Monteur und Kraftfahrer in München.
Dort schloss er sich dem Bund Oberland an. Mit diesem beteiligte er sich im April 1919 an der blutigen Niederschlagung der Münchner Räterepublik. Anschließend war er an verschiedenen militärischen Aktionen des Bundes Oberland beteiligt, so 1920 im Ruhrgebiet gegen die Rote Ruhrarmee und 1921 in Oberschlesien gegen die Polen. Zum 1. Mai 1920 trat er der NSDAP bei (Mitgliedsnummer 1.472).
Ebenfalls in München trat Hellinger dem Bayerischen Wehrkraftverein bei, dann dem Jungsturm Adolf Hitler, der ersten Jugendabteilung der NSDAP; sie war am 13. März 1922 in München gegründet worden. Am 9. November 1923 nahm er am Hitlerputsch teil und marschierte mit zur Feldherrnhalle.
Im gleichen Jahr wurde Hellinger Mitglied des im März 1923 von Edgar Julius Jung gegründeten Rheinisch-Pfälzischen Kampfbunds, eines Geheimbunds zur Bekämpfung der französischen Besatzungsmaßnahmen in der Pfalz. Am 9. Januar 1924 war er in Speyer an der Ermordung des pfälzischen Separatistenführers Franz Joseph Heinz im Hotel Wittelsbacher Hof beteiligt. Bei der Flucht der Attentäter wurde Hellinger beim Schusswechsel mit Anhängern von Heinz tödlich verletzt.

## Postume Ehrungen

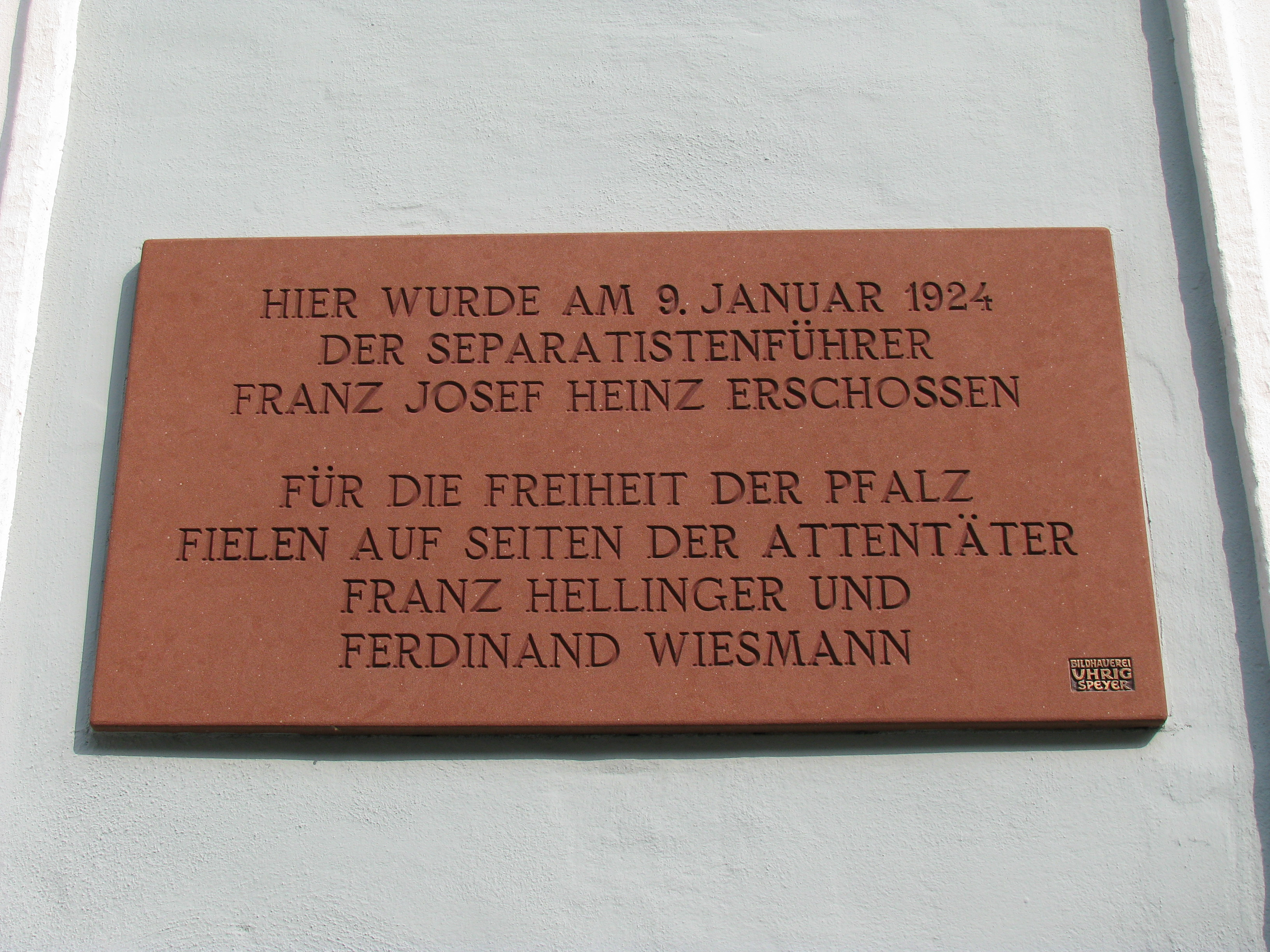
Erinnerungstafel am Wittelsbacher Hof in Speyer, dem Ort des Attentats

In den weiteren 1920er und frühen 1930er Jahren galt Hellinger bei der völkischen politischen Rechten in Deutschland als sogenannter „Märtyrer der nationalen Sache“. Unter anderem wurde eine Arbeitsgemeinschaft zur Schaffung eines Denkmals gegründet, das ihm und dem ebenfalls bei dem Speyerer Attentat getöteten Kampfbund-Angehörigen Ferdinand Wiesmann gewidmet sein sollte. Schließlich wurde auf dem Speyerer Friedhof ein Wiesmann-Hellinger-Denkmal errichtet, das am 10. Januar 1932 „unter großer Anteilnahme der Öffentlichkeit“ eingeweiht wurde.
Nur wenige Tage später, am 26. Januar 1932, ordnete Adolf Hitler an, dass der Sturm 1/II/1 der SS „in Erinnerung an den bei der Erschießung des Separatistenführers Franz Joseph Heinz gefallenen Parteigenossen Hellinger künftig die Bezeichnung 1. Sturm Hellinger“ führen solle. Im Widerspruch zu der im Bundesarchiv festgehaltenen Parteimitgliedschaft hält eine Fußnote in der kommentierten Ausgabe von Hitlers Reden und Anordnungen fest, Hellinger sei nicht Mitglied der NSDAP gewesen. Allerdings schrieb auch der NS-Rassentheoretiker Hermann Gauch (1899–1978) am 6. Mai 1976 in einem Brief an den Historiker Werner Maser, dass sowohl der ihm persönlich bekannte Wiesmann als auch Hellinger Mitglieder der NSDAP gewesen seien.
Die 1935 gewidmete Franz-Hellinger-Straße in Neunkirchen (Saar) wurde nach 1945 wieder zur vormaligen Gartenstraße; seit 1962 heißt sie Adolf-Kolping-Straße.
Das Wiesmann-Hellinger-Denkmal in Speyer von 1932 wurde bis ins 21. Jahrhundert gepflegt und war bis 2001 Bestandteil des offiziellen städtischen Rundgangs zum Volkstrauertag. Nach einem Bericht des Historikers Matthias Spindler auf SWR2 am 23. Februar 2002 ließ der damalige Oberbürgermeister von Speyer, Werner Schineller, die Pflege einstellen.